# Форкед Ривер (Њу Џерзи)
Форкед Ривер (енгл. Forked River) насељено је место без административног статуса у америчкој савезној држави Њу Џерзи.

## Демографија
По попису из 2010. године број становника је 5.244, што је 330 (6,7%) становника више него 2000. године.
| Група             | 2000.         | 2010.         |
| Белци             | 4.668 (95,0%) | 4.781 (91,2%) |
| Афроамериканци    | 36 (0,7%)     | 39 (0,7%)     |
| Азијати           | 16 (0,3%)     | 32 (0,6%)     |
| Хиспаноамериканци | 166 (3,4%)    | 348 (6,6%)    |
| Укупно            | 4.914         | 5.244         |